# Zig and Zag
Zig and Zag zijn twee fictieve personages, in de vorm van handpoppen. Deze buitenaardse wezens kwamen van de planeet Zog en presenteerden in de jaren negentig het programma The Zig and Zag Show op MTV Europe. Zig and Zag beweerden dat Ray Cokes hun vader was. In 1994 namen ze een lied op (Them Girls Them Girls) met DJ Erick Morillo.
In 1995 kwam er een 90 minuten durende film uit, Million Quid Vid, waarin Zig en Zag worden aangeklaagd voor fraude.

## Discografie

### Singles
| Single met eventuele hitnotering(en) in de Nederlandse Top 40 | Datum van verschijnen | Datum van binnenkomst | Hoogste positie | Aantal weken | Opmerkingen |
| ------------------------------------------------------------- | --------------------- | --------------------- | --------------- | ------------ | ----------- |
| Them girls them girls                                         |                       | 4-2-1995              | 9               | 8            |             |